# Nericonia glabricollis
Nericonia glabricollis là một loài bọ cánh cứng trong họ Cerambycidae.